# Petit-Caux
Petit-Caux – gmina we Francji, w regionie Normandia, w departamencie Sekwana Nadmorska. W 2013 roku liczba ludności wynosiła 9042 mieszkańców. 
Gmina została utworzona 1 stycznia 2016 roku z połączenia 18 ówczesnych gmin: Assigny, Auquemesnil, Belleville-sur-Mer, Berneval-le-Grand, Biville-sur-Mer, Bracquemont, Brunville, Derchigny, Glicourt, Gouchaupre, Greny, Guilmécourt, Intraville, Penly, Saint-Martin-en-Campagne, Saint-Quentin-au-Bosc, Tocqueville-sur-Eu oraz Tourville-la-Chapelle. Siedzibą gminy została miejscowość Saint-Martin-en-Campagne.